# OZAKI・18
『OZAKI・18』（オザキ・エイティーン）は、日本のシンガーソングライターである尾崎豊の4作目のライブ・ビデオ。監督は佐藤輝。
1996年11月29日にソニー・ミュージックレコーズよりVHSでリリースされている。2006年4月19日にはDVDで再リリースされている。

## 解説
尾崎豊の初ライブである1984年3月15日の新宿ルイードでのライブを収録している。
このライブは尾崎自身が中退した青山学院高等部の卒業式の日に合わせて行われたもので、当日には親しい友人なども招待していた。

## 収録曲
全曲、作詞・作曲：尾崎豊
1. 街の風景 - SCENES OF TOWN
2. はじまりさえ歌えない - CAN'T SING EVEN THE BEGINNING
3. BOW!
4. 傷つけた人々へ - TO ALL THAT I HURT
5. 僕が僕であるために - MY SONG
6. I LOVE YOU
7. OH MY LITTLE GIRL
8. ハイスクールROCK'N'ROLL - HIGH SCHOOL ROCK'N'ROLL
9. 十七歳の地図 - SEVENTEEN'S MAP
10. 愛の消えた街 - LOVELESS TOWN
11. 15の夜 - THE NIGHT
12. シェリー - SHELLY
13. ダンスホール - DANCE HALL